# Stadio Rudolf Kalweit
Lo stadio Rudolf Kalweit (in tedesco Rudolf-Kalweit-Stadion) è un impianto sportivo polivalente di Hannover, in Germania.
Inaugurato nel 1918 e ristrutturato nel 1976, è la sede delle gare interne della formazione calcistica dell’Arminia Hannover, di quella di football americano degli Arminia Spartans e, sovente, delle gare internazionali della Nazionale tedesca di rugby a 15.
Fino al 2005 fu noto con il nome di Bischofsholer Damm, dal nome della strada in cui sorge.

## Storia
Il Bischofsholer Damm fu costruito e inaugurato nel 1918 quando l’Arminia Hannover aveva già otto anni di vita.
Già nel 1920 fu teatro dei primi incontri con formazioni straniere: l’Arminia, infatti, fu il primo club a ospitare, in tale impianto, una squadra inglese nell’immediato dopoguerra, il Tottenham.
Il primo ampliamento della struttura si ebbe con la tribuna centrale da 800 posti costruita nel 1924, a soli 4 anni dalla vittoria del campionato tedesco del Nord da parte della squadra.
La tradizione di ospitare squadre internazionali è durata fino ai tempi moderni: nel 2009 lo stadio ospitò un incontro tra l’Arminia e la Nazionale cubana, terminato 4-0 per quest’ultima, nel quadro di un tour europeo dei centroamericani in preparazione alle qualificazioni per il campionato mondiale del 2014.
Nel 1976 lo stadio fu sottoposto alla ristrutturazione che caratterizza l’aspetto attuale: fu costruita una tribuna coperta con una struttura laterale trasparente che proteggeva gli spettatori dal vento.
Nel 2005 il Bischofsholer Damm abbandonò il vecchio nome per essere ribattezzato in onore di Rudolf Kalweit, capitano e membro di lunga data del club.
L’impianto è utilizzato anche dal club di football americano degli Arminia Spartans ed è altresì saltuariamente sede degli incontri della Nazionale tedesca, in alternativa a Heidelberg, per gli incontri del campionato europeo di rugby.
La capacità massima del Rudolf Kalweit è di circa 16 000 posti, 800 dei quali coperti; nel 1960 riuscì a contenerne circa 20 000 in occasione di una vittoria 6-1 dell'Arminia sul Brema 1906.